# Либертарианска партия (Аржентина)
Либертарианската партия (на испански: Partido Libertario) е дясна политическа партия в Аржентина, чиято основна идеология е либертарианството. Основана е на 16 октомври 2018 г. Председател на партията е Хавиер Милей.
За първи път партията участва на президентските избори през 2019 г., подкрепяйки кандидатурата за президент на Хосе Луис Есперт. На законодателните избори през 2021 г. партията основава коалиция La Libertad Avanza, подкрепяйки Хавиер Милей като кандидат за национален депутат в Камарата на депутатите. Той е избран със 17% от гласовете и става първият представител на партията, избран в законодателната власт. На президентските избори през 2023 г. партията подкрепя кандидатурата за президент на Хавиер Милей.